# Ectoedemia heckfordi
Ectoedemia heckfordi là một loài bướm đêm thuộc họ Nepticulidae. Nó là loài duy nhất được tìm thấy ở Devon in Đảo Anh, having been discovered năm 2004 at the National Trust's Hembury Woods by amateur naturalist Bob Heckford, for whom it is named.
Sải cánh dài 4.8-6.2 mm. Con trưởng thành bay từ tháng 4 đến tháng 5. Có một lứa một năm.
The bright green larvae feed on cây sồis, Quercus petraea và Quercus robur. Chúng ăn lá nơi chúng làm tổ. In tháng 4 năm 2010, Heckford presented the type specimen to the Natural History Museum in London.

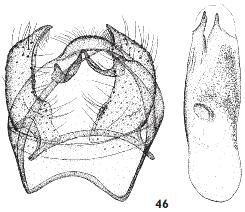
Male genitalia
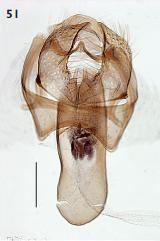
Male genitalia
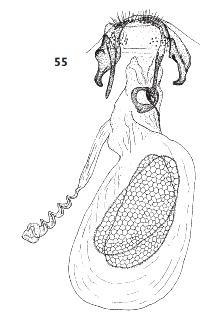
Female genitalia
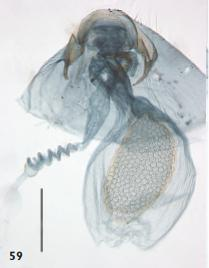
Female genitalia
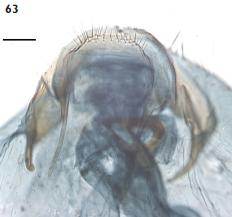
Female terminal abdominal segment
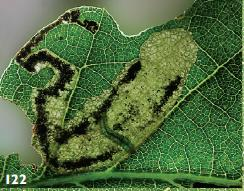
Final instar larva on Quercus petraea
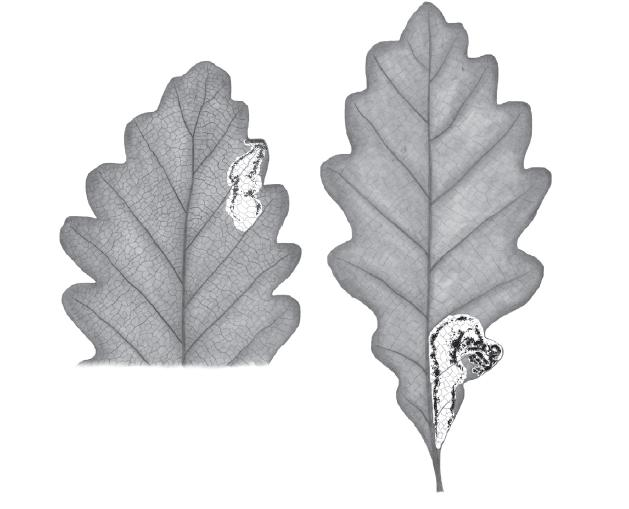
Leafmine